# 衝突試験
衝突試験（しょうとつしけん）とは、実際に衝突を起してその強度を確かめたり設計の妥当性を検討したり物性を確認するために行う実験のこと。機械工学分野で乗り物などについて行われるほか、基礎工学や物性物理学などの分野でも行われる。

## 概要
衝突試験は、物を衝突させてその衝突時の様子や壊れ具合を調べるという動的な試験方法（実験）である。
CAEやコンピュータ解析（シミュレーション）が一般化するまで、衝突試験は一般的な強度の確認試験の方法であった。
しかし、衝突試験には「実物を使った試験を行うと大規模となり費用がかさむ」「ミニチュアを使った試験では実物との差が生じる」「費用がかかるため細かい条件を違えて多数回の試験を行うのが困難」などの制約があった。
コンピュータ解析の一般化・普及に伴い、衝突試験はコンピュータ解析と併用して行われるようになりつつある。また、実物による衝突試験は、コンピュータ解析などの精度を向上するといった役割も果たしている。

## 自動車（乗用車）における衝突試験

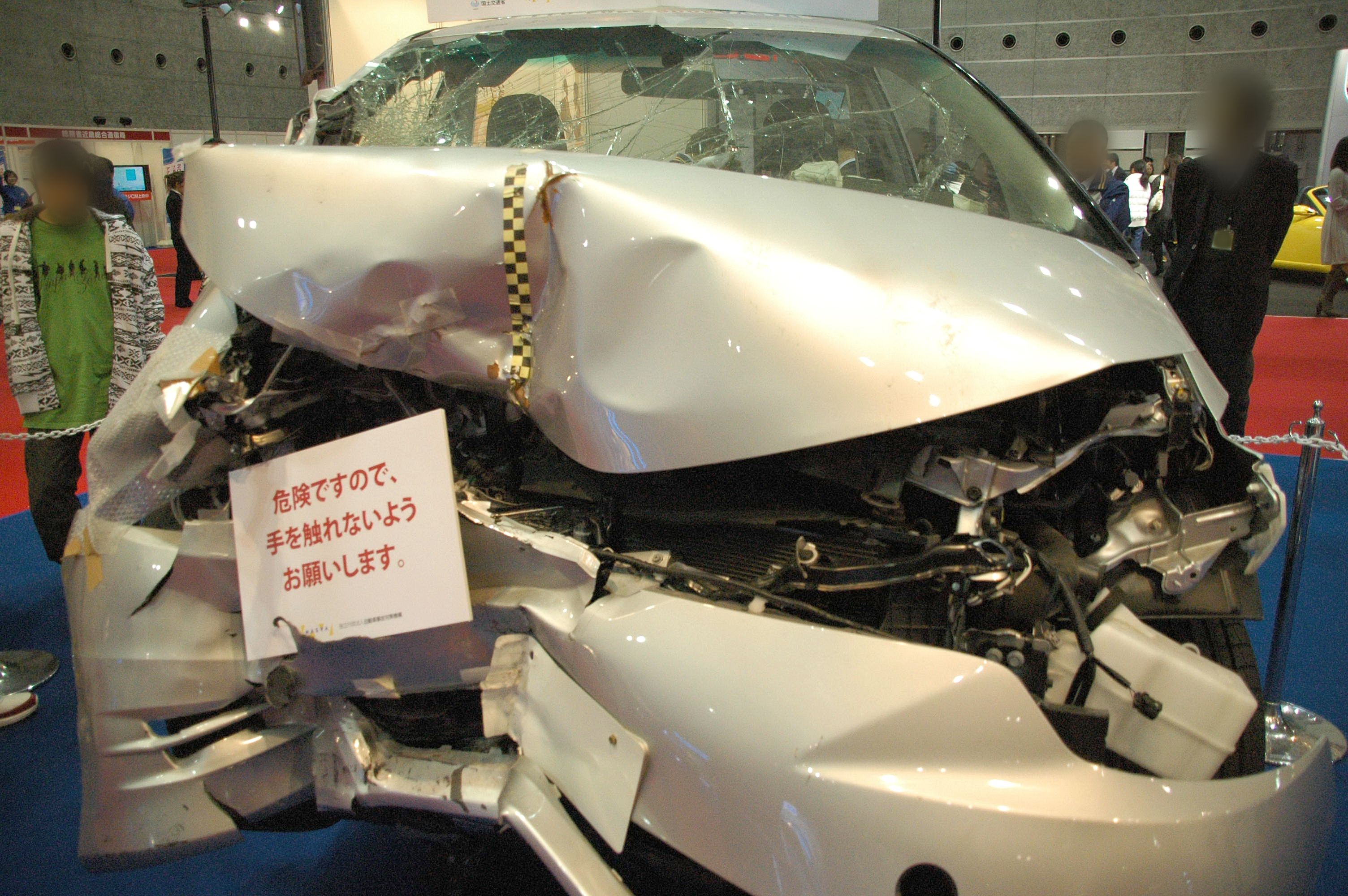
オフセット前面衝突試験

現在の自動車では、衝突事故の発生時に乗員の生命を守るために以下のような構造を採用している。
- 乗員スペースにはできる限りの強度剛性を持たせ変形を許容しないことで、生存空間と救助の容易さを確保する。
- 乗員スペースの前後に当たるエンジンルーム・ボンネットには、変形を許容しつつ変形の動きを制御することで、乗員への衝撃を最小限に緩和する（ただ単に「壊れやすくなっている」訳ではなく、最も衝撃を緩和できる壊れ方をするように緻密な計算がなされている）。

それを確かめるべく以下のような試験を実施し、車種・モデルごとの評価を行っている。
前面衝突試験
新型車について時速50 kmでコンクリートバリアに正面衝突させて一定の基準をクリアすることが求められた自動車の保安基準に関する試験で、1993年1月に改定された「道路運送車両の保安基準」により、1994年4月以降の新型車について義務付けられたもの。継続生産車には1996年1月から、輸入車は1999年4月から適用されている。
以前は衝突速度40 km/hの特例措置となっていた軽自動車でも、1999年4月から、50 km/hの衝突試験が適用され、これをクリアするために、1998年10月に法規上、車枠の全長・全幅が拡大された。
フルラップ前面衝突試験
車体前面の幅の全てをバリアに衝突させる試験である。車体の変形量はそれほど大きくないが衝突後にスピンや横転を起こす可能性がないため衝撃が逃げず、車体が衝撃の全てを受け止めることになる。そのため主にシートベルトやエアバッグなどの装置が乗員への衝撃を的確に逃し、頭部や胸部へのダメージを軽減しているかどうかを確かめるために行われる。
オフセット（オーバーラップ）前面衝突試験
車体前面の幅の40%をバリアに衝突させる試験である。対面通行区間における衝突事故のように、日常的に最も起こる可能性が高い前面衝突形態で、衝撃の絶対値は大きくないが車体の変形量が極めて大きくなる。そのため主に生存空間が確保されるかどうか、車体が変形し構造体やステアリングホイール・ステアリングコラム・ペダル類が乗員に飛び出てダメージが起こらないかどうかを確かめるために行われる。
側面衝突試験・ポール衝突試験
車体側面に対し、ムービングバリア（MPDB・衝突用移動台車）を衝突させる試験である。また、スピンして電柱や鉄柱（支柱）などに衝突することを想定し、固定された円柱のバリアに向かってスライドする台車の上に車両を載せ、車体側面を円柱に衝突させる試験形態も存在する。いずれの形態も車両にとっては前後側に比べて側面側に空間的余裕がないため、非常に厳しいテストとなる。特にミニバンなどは衝突時に横転などが起こるケースもある。
1998年10月には新型車について上記の前面衝突試験に代わって新たに側面衝突基準が（継続生産車については2000年9月から）導入された。これに伴い、ドアを含む車体側面も強化され、1990年代半ば以降に発売された新型車は、側面を含めた衝突安全基準の適合車となっているものが多い。一方、欧米諸国へ輸出または現地で生産している車種は、当地の衝突安全基準に適合しなければならない。
米国のFMVSS(=Federal Motor Vehicle Safety Standards:全米自動車安全基準)は、世界で最も厳しい内容と言われている。欧州でも1998年からECE（欧州経済共同体）基準でオフセット及び側面衝突試験が導入されており、日本の自動車製造会社はこうした欧米の安全基準をも満たす形で衝突安全ボディーを開発してきている。
スモールオフセット（オーバーラップ）衝突試験
米国道路安全保険協会が（IIHS）が2012年に導入した試験の一つで車体幅の25%を速度40mph（約64km/h）で高さ5ft（約1.5m）のバリア（障壁）に衝突させる試験である。木や電柱など細いものへの衝突を想定して行われる。車両の衝突のダメージもオフセットと比べて激しく、Aピラーが激しく破損したり、左フロントタイヤが運転席に食い込む例、運転席エアバッグが明後日の方向を向くなど非常に厳しいテストの一つである。
歩行者衝突試験・頭部衝撃試験
ダミー人形に衝突させ、歩行者用エアバッグの展開と安全性。また、人体の頭部を模したものをフロントガラスに衝突させるなどして、どれだけダメージがあるかなどを試験する。
低速衝突試験
20km以下の低速で衝突させ、どれだけの破損をしてどれだけ部品が脱落するか。そこから修理にかかるコストなどを算出する試験。

## 鉄道車両における衝突試験
鉄道車両の場合は1両あたりの単価が非常に高価であるため、衝突安全性の評価として通常はFEM解析によるシミュレーションを行う。
しかし希に部分モックアップを用いて荷重試験を行って解析結果の妥当性を再評価したり、廃車となった車両を実際に障害物と衝突させたりすることがある。
2007年6月にJR福知山線脱線事故における航空・鉄道事故調査委員会による調査結果が公表されたことを受け、車体強度の見直しが各鉄道事業者でなされており、以降の新製車両の一部において各部の強度アップや追突対策および前面の一部が衝突する「オフセット衝突」対策が行われている。
鉄道車両製造各社の次世代構造については、A-train（日立製作所）、efACE（川崎重工業）、sustina（総合車両製作所）も参照。